# 洛斯纳兰霍斯 (奇里基省)
洛斯纳兰霍斯是巴拿马奇里基省博克特区的一个城市。 该市面积为98.9平方（38.2平方英里），2010年时人口为4,596，故其人口密度为46.5名居民每平方（120名居民每平方英里）。洛斯纳兰霍斯设立于1998年7月29日，2000年时该市人口为4,455人。